# Red Hood and the Outlaws
Red Hood and the Outlaws (em português: Capuz Vermelho e os Foragidos (Novos 52), Capuz Vermelho e os Foragidos (Renascimento)) é uma revista de história em quadrinhos publicada originalmente nos EUA pela DC Comics. É um título colocado em resposta à crescente popularidade do personagem Jason Todd, um ex-protegido do Batman, que tornou-se vilão após sua ressurreição, o gibi retrata as aventuras de Jason agora como o Capuz Vermelho, em busca de redenção de seus crimes passados, formando uma pequena equipe com mais dois companheiros anti-heróis.
A série surgiu como parte do evento "Os Novos 52", que reiniciou todas as linhas da DC Comics, criando um ponto de partida para novos leitores. O escritor Scott Lobdell assumiu a trama franquia, retornando o caráter semi-vilanesco do personagem e o associando a dois anti-heróis como ele. Estelar (Princessa Koriand'r de Tamaran) e Arsenal (Roy Harper) surgiram como contrapontos ao Capuz Vermelho. Também aqui foi estabelecida, retroativamente, uma longa e duradora amizade entre Jason e Roy. O título também recontou a história de Jason Todd de forma simplificada e explorou seu relacionamento complexo com seu ex-mentor Batman e seus "irmãos". A série também estreou um novo traje para o Capuz Vermelho, reinventado pelo desenhista Kenneth Rocafort.
Já no segundo volume, reiniciado como parte da iniciativa do "Renascimento", a formação dos Foragidos foi alterada para refletir a Trindade da DC (Batman, Super Homem e Mulher Maravilha). Os lugares de Estelar e Arsenal, então, passaram a pertencer a Ártemis, uma Amazona de uma tribo renegada, e Bizarro, um clone fracassado do Super Homem. No decorrer desse volume, os Foragidos se separam e o volume é re-intitulado Capuz Vermelho: Foragido. 

## Origem
O Capuz Vermelho, personagem título dessa franquia, era um personagem bastante popular no universo da DC Comics antes do começo da linha Novos 52. Entretanto o personagem jamais havia recebido um quadrinho seu como personagem principal. Essa nova leitura do personagem, acompanhado de outros icônicos personagens como Estelar e Arsenal, surgiu como forma de sanar a necessidade de conteúdo do anti-heróis. 

### Protagonistas

#### Jason Todd (Capuz Vermelho)

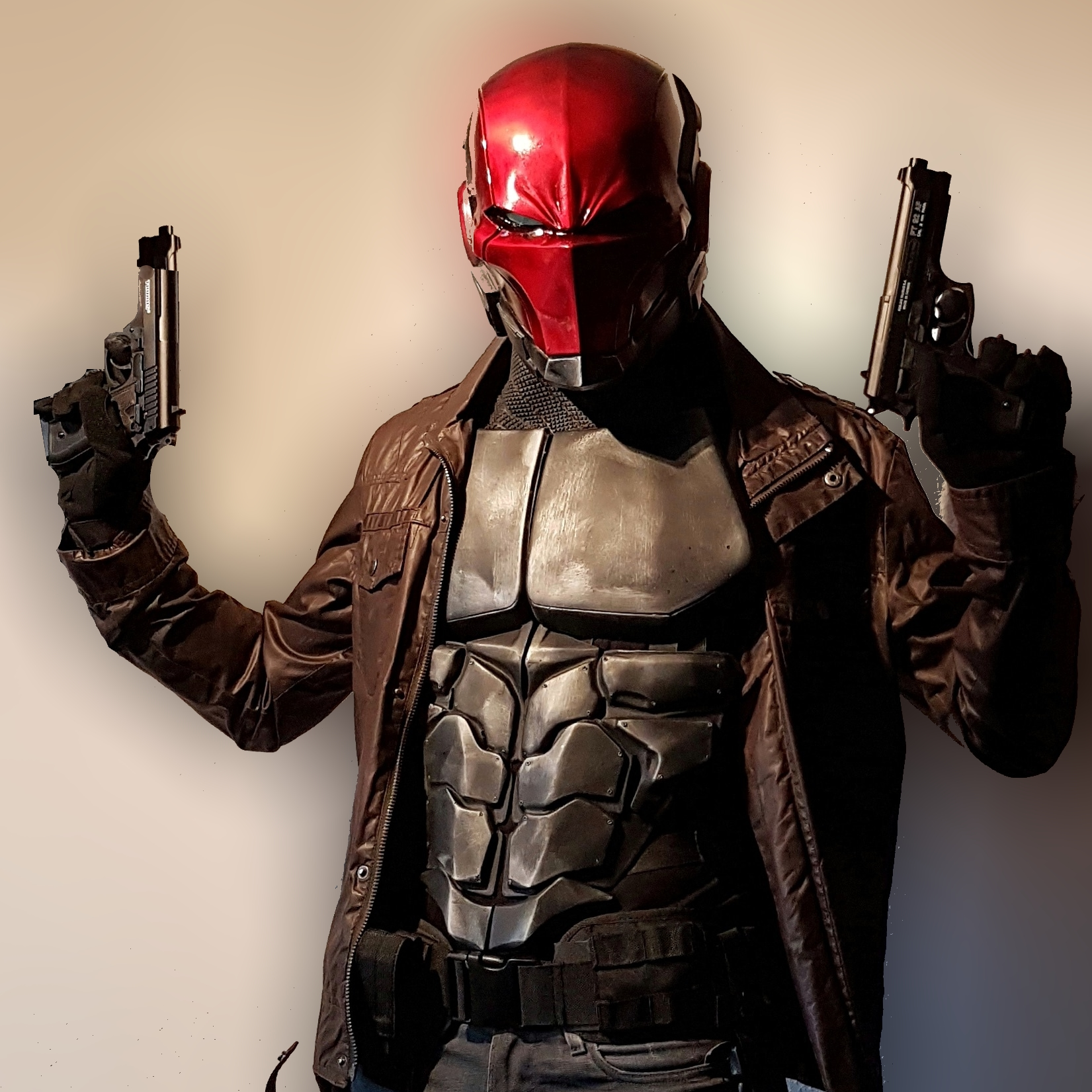
Jason Todd como o Capuz Vermelho

Jason Todd teve sua primeira aparição em Batman #357 (Março de 1983), sendo concebido por Gerry Conway e Don Newton. Ele surgiu com um novo aprendiz para o vigilante mascarado, após a partida de Dick Grayson para Bludhaven, cidade vizinha a Gotham. Inicialmente o novo Robin não era muito popular e remodelações do personagem no final dos anos 80 desagradaram ainda mais os fãs.  Em 1988, com "Uma Morte na Família", a DC Comics realizou uma pesquisa por telefone para determinar se o personagem iria ou não morrer nas mãos de Coringa (DC Comics), o arqui-inimigo de Batman. A votação para que ele morresse foi maior, com isso fazendo que Jason morresse. As histórias de Batman posteriormente retrataram a culpa que Batman sentia por ser incapaz de impedir a morte de Jason. 
No entanto, em 2005, no arco de história "Sob o Capuz", o personagem foi ressuscitado. Após sair de seu túmulo, ele é hospitalizado e passa cerca de um ano em coma e outro vagando com amnésia, até ser encontrado por Talia al Ghul. Thalia o mergulha no Poço de Lázaro e Jason recobra a memória e o vigor físico. Não seguindo o conselho daquela que o trouxe de volta, ele começa a planejar a vingança de sua morte, viajando pelo mundo, enfrentando os caminhos de treinamentos que seu antigo mentor. Quando ele retorna a Gotham City, Jason se torna o segundo Capuz Vermelho e assume um novo papel como um anti-herói, usando força letal e armas de fogo. 
Anos mais tarde Jason passou a operar como vigilante nos mais diferentes locais do mundo, ora trabalhando também como mercenário. Nesse contexto, o universo da DC foi revitalizado com a linha "Os Novos 52", reiniciando a história do personagem após os eventos de "Sob o Capuz".  Aqui Jason Todd se vê forçado a se aliar a uma princesa alienígena e seu ex-melhor amigo, para salvar o mundo de uma ameaça milenar. 

#### Princesa Koriand'r (Estelar)
Koriand'r'  é uma princesa alienígena do planeta Tamaran, que juntamente com Ravena e Ciborgue, é uma personagem criada por Marv Wolfman e George Pérez exclusivamente para a estreia dos Novos Titãs em 1980 na edição #26 da série DC Comics Presents. Durante a iniciativa dos Novos 52 a história da personagem foi reformulada para se encaixar melhor no novo universo criado pela editora. Em sua nova origem, Koriand'r nasceu no planeta Tamaran como uma princesa e segunda na linha de sucessão ao trono, crescendo em amor e alegria com os pais e sua amada irmã, Komand'r. Ainda criança, Kori viu seu povo ser massacrado pela raça da Cidadela, além de ter perdido seus pais. Komand'r fora elevada ao posto de rainha com apenas 14 anos e teve de vender a irmã mais nova para escravidão para manter a "paz" com a Cidadela.  
Durante seu tempo como escrava, Kori sofreu com o trabalho forçado, a fome, a tortura e o abusos. Durante suas sessões de experimentos científicos torturantes com os Psions, Kori teve seu meta-gene até então adormecido despertado, dando a ela incríveis poderes que a jovem usaria contra um dos soldados da Cidadela. Kori e outros prisioneiros armaram uma emboscada e foram capazes de tomar o controle da nave escravista S.S. Estelar, onde estavam presos. Depois dessa conquista, alguns escravos se uniram a Koriand'r como sua equipe e retornaram com ela para Tamaran, onde unidos derrubaram a Cidadela e os expulsaram do planeta. Mesmo depois disso a princesa de Tamaran se sentia deslocada em seu próprio planeta, obrigando-se a viajar pelo espaço. Em meio a suas viagens ela acabou por cair na Terra, onde passou a viver.
Na Terra, Koriand'r, agora conhecida como Estelar, conheceu de maneira desconhecida Capuz Vermeho (Jason Todd) e Arsenal (Roy Harper), tornando-se sua amiga e parceira na luta ao crime. Juntos, eles fundaram uma equipe de jovens heróis que mais tarde ganhou novos membros. Kori acabou por se envolver romanticamente com Jason por um curto período de tempo, até o começo de seu longo relacionamento com Roy.

#### Roy Harper (Arsenal)
Roy é um dos personagens mais antigos da DC, originando nos quadrinhos da década de 1940 como Speedy, o companheiro adolescente do super-herói Arqueiro Verde. Assim com omo seu mentor, Roy é um arqueiro e atleta de classe mundial que usa sua pontaria excepcional para combater o crime. Juntamente com outros proeminentes companheiros de super-heróis da DC Comics, foi um membro central do grupo de super-heróis Jovens Titãs (DC Comics). Quando adulto, Roy troca sua identidade secreta de Speedy para se  Arsenal, se estabelecendo como um super herói, longe da sombra de seu mentor. Em 2013 foi eleito um dos 50 personagens mais sexy da DC Comics.
Como parte dos Nevos 52 da DC, a história de Roy mudou bastante. Em vez de sua mãe ser desconhecida, ela era uma guarda florestal junto com seu pai, e os dois morreram no incêndio na floresta. Ele também tem um irmão adotivo, Bird. Quando Big Bow foi misteriosamente morto, Roy acreditou que ele próprio o matou acidentalmente, no entanto, anos depois, ele descobriria que Big Bow foi morto por um xerife corrupto, que Roy levou à justiça junto com Oliver Queen. Nesse nova versão do personagem foi criada uma amizade longa e duradoura entre Roy e Jason Todd, sendo a principal causa de o Arsenal se juntar a equipe dos "Fora-da-Lei".
Jason e Estelar viajaram até Kurac, país onde Roy havia sido enganado por falsos ativistas de direitos humanos e condenado a morte por crimes de guerra, para salvá-lo da morte. Algumas semanas após o encontro, Roy e os Fora da Lei foram a China para resolver alguns negócios inacabados do Capuz Vermelho, se deparando com a "Casta". De acordo com Todd, a Casta era uma liga de treinamento mítico em que ele caiu depois de sua ressurreição e estava em apuros ao enfrentar os míticos seres etéreos chamados de "Inomináveis". O trio viajou o mundo, com o objetivo de encontrar e destruir todos os "Inomináveis" famintos por poder.

## Histórico da publicação

### Nos Estados Unidos

#### Volume 1
Red Hood and the Outlaws estreou em setembro de 2011 como parte do evento Os Novos 52, que reinicializou a continuidade da DC Comics, criando um novo universo para os novos leitores. A série foi escrita por Lobdell com arte inicial de de Kenneth Rocafort, entre setembro de 2011 e março de 2015, num total de 44 edições lançadas: 40 mensais (#1–40), além de uma edição #0 (entre a #12 e a #13), 2 anuais e um especial Futures End #1. Posteriormente, foi lançada uma continuação dessa saga, intitulada Capuz Vermelho / Arsenal, cotando com 12 edições, totalizando um total de 56 edições dessa franquia. 

#### Volume 2
Um segundo volume da série foi lançado em 27 de julho de 2016, através do one-shot Red Hood and the Outlaws: Rebirth #1, como parte da iniciativa Renascimento. A série está sendo escrita por Scott Lobdell e desenhada por Dexter Soy. Depois que Estelar e Arsenal deixarem os Foragidos, Jason tem que lidar sozinho com a organização criminosa do Máscara Negra. Após firmar um pacto com seu antigo mentor, ele cruza caminho com Ártemis e, posteriormente, Bizarro. Juntos eles enfrentam os criminosos, enquanto lutam com sues próprios demônios internos. Até agosto de 2020 contava com 50 edições mensais (#1-50)

### No Brasil

#### Volume 1
Em português, as edições originais do primeiro volume da série foi publicado integralmente no Brasil pela editora Panini Comics entre junho de 2012 e janeiro de 2016 como parte do mix de séries da revista A Sombra do Batman (2ª Série). A mesma revista publicou as duas edições anuais do volume original como parte dos números 21 e 41. A edição especial Red Hood And The Outlaws: Futures End #1 foi publicado na revista especial Fim dos Tempos: A Sombra do Batman.
| Revista                                                                       | Data de publicação              | Histórias originais                                                             |
| ----------------------------------------------------------------------------- | ------------------------------- | ------------------------------------------------------------------------------- |
| A Sombra do Batman (2ª Série) nºs 1–12, 0, 13–20, 22–25, 28, 30–38, 40, 42–43 | Junho de 2012 — Janeiro de 2016 | Red Hood And The Outlaws #1–12, #0, #13–40 Red Hood And The Outlaws Annual #1–2 |
| Fim dos Tempos: A Sombra do Batman                                            | Junho de 2015                   | Red Hood And The Outlaws: Futures End #1                                        |

As edições originais do segundo volume da série ainda não foram publicados em língua portuguesa pela Panini Comics.

## Coletâneas
A série foi coletada nos seguintes encadernados:
| Título                                    | Material coletado                                                         | Publicação                           | ISBN e Ref.                            |
| Red Hood and the Outlaws Os Novos 52      | Red Hood and the Outlaws Os Novos 52                                      | Red Hood and the Outlaws Os Novos 52 | Red Hood and the Outlaws Os Novos 52   |
| ----------------------------------------- | ------------------------------------------------------------------------- | ------------------------------------ | -------------------------------------- |
| Vol. 1: REDemption                        | Red Hood and the Outlaws #1–7                                             | Novembro de 2012                     | ISBN 1-4012-3712-6 ISBN 978-1401237127 |
| Vol. 2: The Starfire                      | Red Hood and the Outlaws #8–14                                            | Julho de 2013                        | ISBN 1-4012-4090-9 ISBN 978-1401240905 |
| Vol. 3: Death of the Family               | Red Hood and the Outlaws #0, 15–18; Teen Titans #16 Batman #17            | Dezembro de 2013                     | ISBN 1-4012-4412-2 ISBN 978-1401244125 |
| Vol. 4: League of Assassins               | Red Hood and the Outlaws #19–26 Red Hood and the Outlaws Annual #1        | Junho de 2014                        | ISBN 1-4012-4636-2 ISBN 978-1401246365 |
| Vol. 5: The Big Picture                   | Red Hood and the Outlaws #27–31 DC Universe Presents #17–18               | Dezembro de 2014                     | ISBN 1-4012-5048-3 ISBN 978-1401250485 |
| Vol. 6: Lost and Found                    | Red Hood and the Outlaws #32–34 Red Hood and the Outlaws Annual #2        | Junho de 2015                        | ISBN 1-4012-5342-3 ISBN 978-1401253424 |
| Vol. 7: Last Call                         | Red Hood and the Outlaws #35–40 Red Hood and the Outlaws: Future's End #1 | Janeiro de 2016                      | ISBN 1-4012-5856-5 ISBN 978-1401258566 |
| Red Hood / Arsenal                        |                                                                           |                                      |                                        |
| Vol. 1: Open for Business                 | Red Hood / Arsenal #1–6 Convergence: Titans #2                            | Março de 2016                        | ISBN 1-4012-6154-X ISBN 978-1401261542 |
| Vol. 2: Dancing with the Devil's Daughter | Red Hood / Arsenal #7–13                                                  | Outubro de 2016                      | ISBN 1-4012-6489-1 ISBN 978-1401264895 |
| Red Hood and the Outlaws Renascimento DC  |                                                                           |                                      |                                        |
| Vol. 1: Dark Trinity                      | Red Hood and the Outlaws #1–6                                             | Maio de 2017                         | ISBN 1-4012-6875-7 ISBN 978-1401268756 |
| Vol. 2: Who is Artemis?                   | Red Hood and the Outlaws #7–11                                            | Outubro de 2017                      | ISBN 1-4012-7399-8 ISBN 978-8542610666 |
| Vol. 3: Bizarro Reborn                    | Red Hood and the Outlaws #12–18 Red Hood and the Outlaws Annual #1        | Abril de 2018                        | ISBN 1-4012-7837-X ISBN 978-8542613735 |
| Vol. 4: Good Night Gotham                 | Red Hood and the Outlaws #19–26                                           | Novembro de 2018                     | ISBN 1401284884 ISBN 978-1401284886    |
| Red Hood: Outlaw                          |                                                                           |                                      |                                        |
| Vol. 1: Requiem for an Archer             | Red Hood: Outlaw #27–31 Red Hood and the Outlaws Annual #2                | Junho de 2019                        | ISBN 1-4012-9285-2 ISBN 978-1401292850 |
| Vol. 2: Prince of Gotham                  | Red Hood: Outlaw #32–36 Red Hood and the Outlaws Annual #3                | Dezembro de 2019                     | ISBN 1-4012-9510-X ISBN 978-1401295103 |
| Vol. 3: Generation Outlaw                 | Red Hood: Outlaw #37–42                                                   | Junho de 2020                        | ISBN 1-7795-0252-4 ISBN 978-1779502520 |